# Fufidi (propretor)
Fufidi (en llatí Fufidius) va ser un magistrat romà del segle i aC.
Va ser propretor de la Bètica l'any 83 aC, el primer any de la guerra amb Sertori. Va ser derrotat per Quint Sertori el mateix any o potser el 82 aC.
En el discurs que Sal·lusti atribueix a Marc Emili Lèpid contra Sul·la, aquest diu de Fufidi que era fill d'una esclava i que els honors que tenia, atorgats per Sul·la, eren deshonors. Probablement va ser el mateix Fufidi mencionat per Florus, que va aconsellar a Sul·la durant la proscripció de no executar als personatges que poguessin tenir algun paper a la república. Plutarc atribueix aquesta frase a un Aufidius, que probablement és aquest Fufidi.